# Обель, Агнес
Агнес Каролин Тааруп Обель (дат. Agnes Caroline Thaarup Obel, родилась 28 октября 1980, Дания) — датская певица, автор песен и музыкант. Её первый альбом «Philharmonics» был выпущен лейблом PIAS Recordings 4 октября 2010 года и получил Золотую сертификацию в июне 2011 года на Belgian Entertainment Association (BEA) после продажи 10 000 копий. На Danish Music Awards в ноябре 2011 года Агнес Обель получила пять наград, включая «Лучший альбом» и «Лучший новый исполнитель». «Citizen of Glass» её третий альбом, получил награду IMPALA Album of the Year Award 2016. Песня Агнес Обели «Riverside» играла в сериале «Мгла» во 2-м эпизоде 1-го сезона «Withdrawal». «Riverside» также играла в сериале «Анатомия страсти», «Двойник», британском телешоу «Вспомнить все связи», австралийском комедийно-драматическом сериале «Offspring» и датском сериале «Дождь». Её песня «Familiar» играла в эпизоде немецкого телесериала «Тьма», трейлере видеоигры «Dark Souls III: The Fire Fades Edition» и является тематической песней к канадскому телесериалу «Cardinal».Она так же написала саундтрек Fuel to Fire к 1 сезону 4 эпизода телесериала Одни из нас (телесериал) .

## Биография
Агнес Обель родилась в Гентофте, Копенгаген. Она и её младший брат Хольгер выросли в нетрадиционной среде, с отцом, у которого было трое детей от другого брака. Он любил собирать странные вещи и инструменты. Её мать, Катя Белл, была юристом и музыкантом, и дома она часто играла на пианино Бартока и Шопена. Агнес научилась играть на пианино в очень юном возрасте. По поводу своего обучения она говорила: «У меня был учитель классического фортепиано, который сказал мне, что я не должна играть то, что мне не нравится. Поэтому я просто играла то, что мне нравилось. Меня никогда не заставляли играть что-то ещё».
В детстве она черпала вдохновение в творчестве Яна Юханссона. Песни Юханссона, европейские народные мелодии, исполненные в джазовом стиле, оказали на неё сильное музыкальное влияние.
В 1990 году она присоединилась к небольшой группе в качестве певицы и бас-гитаристки. Группа появилась на фестивале[прояснить] и записала несколько мелодий.
В 1994 году Агнес исполнила небольшую роль в короткометражном фильме Томаса Винтерберга «Мальчик, который шел задом наперед». Её брат, Хольгер Тааруп, сыграл главного героя — Андреаса. Она появляется в двух сценах, где играет соседку Андреаса по парте в его новой школе (в титрах, в разделе «другие исполнители», указана как Агнес Обель).

## Дискография
- «Philharmonics» (2011)
- «Aventine» (2013)
- «Citizen of Glass» (2016)
- «Myopia» (2020)